# Revolution (The-Beatles-Lied)

Deutsche Singleveröffentlichung

Revolution (auch: Revolution 1) ist ein Lied der britischen Band The Beatles aus dem Jahr 1968. Geschrieben wurde es von John Lennon, allerdings unter der Autorenangabe Lennon/McCartney veröffentlicht. Das Lied erschien zuerst als B-Seite der Single Hey Jude und wurde später in einer anderen Version auf dem Doppelalbum The Beatles (auch als das Weiße Album bekannt) veröffentlicht.

## Hintergrund
Revolution war das erste Lied, das die Beatles für das ‚Weiße Album‘ aufnahmen. Geschrieben hatte es John Lennon während eines Indien-Aufenthalts der Band Anfang des Jahres 1968. Inspiriert wurde das Lied von den Studentenunruhen in Paris, dem Vietnamkrieg und vom Attentat auf Martin Luther King. Das Lied läutete Lennons später prägnante Eigenschaft als politischer Aktivist ein.
John Lennon sagte 1970 dazu: „Ich wollte herausbringen, was ich über die Revolution fühlte. Ich dachte, es wäre an der Zeit, dass wir verdammt noch mal darüber reden, genauso wie ich dachte, es sei an der Zeit, dass wir aufhören, nicht auf Fragen über den Vietnamkrieg zu antworten, als wir mit Brian Epstein auf Tour waren und ihm sagen mussten: ‚Wir werden dieses Mal über den Krieg sprechen, und wir werden nicht nur schwafeln.‘ Ich wollte sagen, was ich über die Revolution dachte.“
Es wurden zwei Versionen von Revolution im Studio aufgenommen. Lennon hätte Revolution in der ersten Fassung aus dem Juni 1968 gern als nächste Single der Beatles veröffentlicht, wurde jedoch von McCartney und Harrison überstimmt, da das Lied zu langsam sei. Lennon lenkte ein, und die Band nahm Revolution erneut und mit deutlich höherem Tempo auf. Während John Lennon in Revolution 1 (erste Fassung) unsicher war, ob er sich dem Kampf anschließen sollte, forderte er bei der schnelleren zweiten Fassung Revolution nachdrücklich, ausgeschlossen zu werden.
Paul McCartney war beunruhigt darüber, dass ein solcher politischer Song zu einer Single wurde, und mit George Harrisons Unterstützung legte er sein Veto gegen Lennon ein, sodass schließlich die McCartney-Komposition Hey Jude zur A-Seite wurde. Revolution erreichte aber als separate B-Seite Platz 12 der US-amerikanischen Charts.

## Aufnahmen und Produktion

### Demo-Version

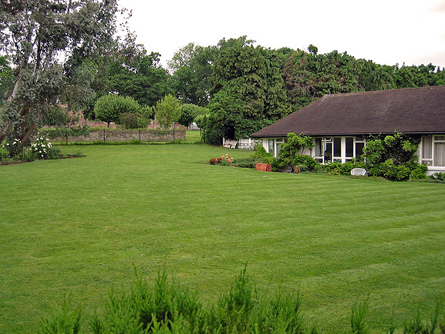
Das Anwesen Kinfauns von George Harrison in Surrey, wo die Beatles die Esher-Demos aufnahmen

Revolution gehört zu den Esher-Demos. Die Aufnahmen der Esher-Demos erfolgte Ende Mai 1968 im Bungalow von George Harrison mit einem Ampex-Vier-Spur-Tonbandgerät. Es ist nicht dokumentiert, ob ein Toningenieur oder George Martin bei den Aufnahmen zugegen war. Die endgültige Abmischung des Liedes in Stereo erfolgte 2018 durch Giles Martin und den Toningenieur Sam Okell.

### Album-Version
Revolution wurde im Frühjahr 1968 in den Abbey Road Studios in London aufgenommen. Produzent war George Martin, assistiert von Geoff Emerick. Am 30. Mai 1968 nahm die Band insgesamt 16 Takes des Liedes auf. Sie wurden von 1 bis 18 nummeriert, obwohl es keine Takes 11 und 12 gab. Take 16 wurde später veröffentlicht, war allerdings zu diesem Zeitpunkt rund zehn Minuten lang. Die letzten sechs Minuten von Revolution bestanden zu diesem Zeitpunkt aus dissonanten Tönen, Stöhnen von John Lennon und Yoko Ono und Lennons permanentem Schrei “All right!”
Am 31. Mai 1968 wurde weiterer Gesang und E-Bass aufgenommen. Am 4. Juni 1968 nahm Lennon seinen Gesang neu auf. Er legte sich hierzu auf den Fußboden des Studios, um im Liegen zu singen. Die anderen Beatles steuerten weitere Overdubs bei, darunter Paul McCartney und George Harrison, die fortwährend “Mama, Dada, Mama, Dada” sangen. Das Gros dieser Overdubs konzentrierte sich auf das experimentelle sechsminütige Ende von Revolution. Eine elfminütige Monoabmischung dieser frühen Fassung des Liedes geriet im Februar 2009 in die Hände von Bootlegern.
Am 21. Juni 1968 wurden die Aufnahmen vollendet, nachdem Bläser und ein Gitarrensolo hinzugefügt wurden.
Letztlich wurde das Lied nach etwa dreieinhalb Minuten ausgeblendet, und der avantgardistische Teil von Revolution blieb unveröffentlicht. Dieser Teil bildete später die Grundlage für die neunminütige Klangcollage Revolution 9, die ebenfalls auf dem Weißen Album erschien.
Die Abmischungen des Liedes in Stereo erfolgte am 25. Juni 1968. Die Monoabmischung basiert auf der Stereoversion.
Besetzung
- John Lennon: Leadgitarre, Akustikgitarre, Gesang
- Paul McCartney: Bass, Klavier, Hammond-Orgel, Hintergrundgesang
- George Harrison: Leadgitarre, Hintergrundgesang
- Ringo Starr: Schlagzeug
- Derek Watkins, Freddy Clayton: Trompete
- Don Lang, Rex Morris, J. Power, Bill Povey: Posaune

### Single-Version
Die Probeaufnahmen begannen am 9. Juli 1968 mit Produzent George Martin und dem Aufnahmetechniker Geoff Emerick. Die Aufnahmen und Overdubs erfolgten am 10. und 11. Juli 1968, geprägt von sehr stark verzerrten Gitarren. Lennon nahm Teile des Gesangs doppelt auf, um bestimmte Passagen zu betonen. Dabei entstandene Fehler wurden auf der Aufnahme belassen, um ihr Spontanität zu verleihen. Die Besetzung und Instrumentierung des Titels waren John Lennon (Hauptgesang, Chorgesang, verzerrte Gitarre, Händeklatschen), Paul McCartney (E-Bass, Hammondorgel, Händeklatschen), George Harrison (Leadgitarre, Händeklatschen), Ringo Starr (Schlagzeug, Händeklatschen) und Nicky Hopkins (E-Piano).
Die Abmischungen des Liedes erfolgten am 15. Juli 1968 in Mono. Die Stereoabmischung erfolgte erst am 5. Dezember 1969 durch George Martin und Geoff Emerick, hierbei wurde die Gitarre weniger verzerrt und leiser gemischt.

## Musikvideo
Am 4. September 1968 machten die Beatles in den Londoner Twickenham Studios ein Musikvideo zur Promotion des Liedes unter der Regie von Michael Lindsay-Hogg. Die Aufnahme zeigt die Beatles auf einer aufgebauten Bühne, wie sie das Lied Revolution darbieten.

## Veröffentlichungen

### Revolution
- Die Neuaufnahme von Revolution erschien vor der ursprünglichen Aufnahme aus dem Juni 1968. Sie wurde am 26. August 1968 in Großbritannien und Deutschland und am 30. August 1968 in den USA auf der B-Seite der Single Hey Jude veröffentlicht.
- Im Februar 1970 wurde Revolution erstmals auf einem US-amerikanischen Beatles-Album, Hey Jude, veröffentlicht. Für diese Veröffentlichung wurde eine Stereoabmischung hergestellt.
- In den darauffolgenden Jahren wurde Revolution für folgende Kompilationsalben der Beatles verwendet: 1967–1970 (1973) und Past Masters • Volume Two (1988).
- Am 10. November 2023 wurde das Kompilationsalbum 1967–1970 erneut wiederveröffentlicht. Auf diesem befindet sich Revolution in einer von Giles Martin und Sam Okell 2023 neu abgemischten Version.

### Revolution 1
Die Aufnahme aus dem Juni 1968 erschien unter dem Namen Revolution 1 auf dem Doppelalbum The Beatles am 22. November 1968, in den USA erschien das Album drei Tage später, am 25. November.
Am 9. November 2018 erschien die 50-jährige Jubiläumsausgabe des neuabgemischten Albums The Beatles (Super Deluxe Box), auf dieser befinden sich drei bisher unveröffentlichte Versionen (Unnumbered rehearsal und Take 14 – Instrumental backing track) von Revolution sowie Revolution 1 (Take 18), das am Ende eine frühe Version von Revolution 9 enthält. Ebenfalls enthalten ist das Esher-Demo in einer neuen Abmischung von Giles Martin und Sam Okell.

## Sonstiges
Das Musikprojekt 1,000 Days, 1,000 Songs veröffentlichte den Titel im März 2017 als Protest gegen die Politik von US-Präsident Donald Trump.
Die Single Hey Jude / Revolution ist die erste Veröffentlichung des Beatles-eigenen Labels Apple und wurde auch in einer limitierten Pressemappe mit dem Titel Our First Four in Großbritannien herausgegeben. Die vier ersten Apple-Singles waren:
1. Hey Jude / Revolution von den Beatles – Apple 1
2. Those Were the Days / Turn, Turn, Turn von Mary Hopkin – Apple 2
3. Sour Milk Sea / The Eagle Laughs at You von Jackie Lomax – Apple 3
4. Thingumybob / Yellow Submarine von Black Dyke Mills Band – Apple 4

## Coverversionen
Es wurden über 95 Coverversionen von Revolution veröffentlicht.